# ملعب تشينكيوي الإقليمي
ملعب إقليم دي شاين كيوهيو (بالإنجليزية: Estadio Regional de Chinquihue)‏ هو ملعب كرة قدم يقع في بويرتو مونت، تشيلي، يتسع لـ 10,000 متفرج. هو الملعب الرسمي لفريق ديبورتيس بويرتو مونت.

## التاريخ
افتتح الملعب في 1982. تم تجديده في 2011.